# Generalkommando 65

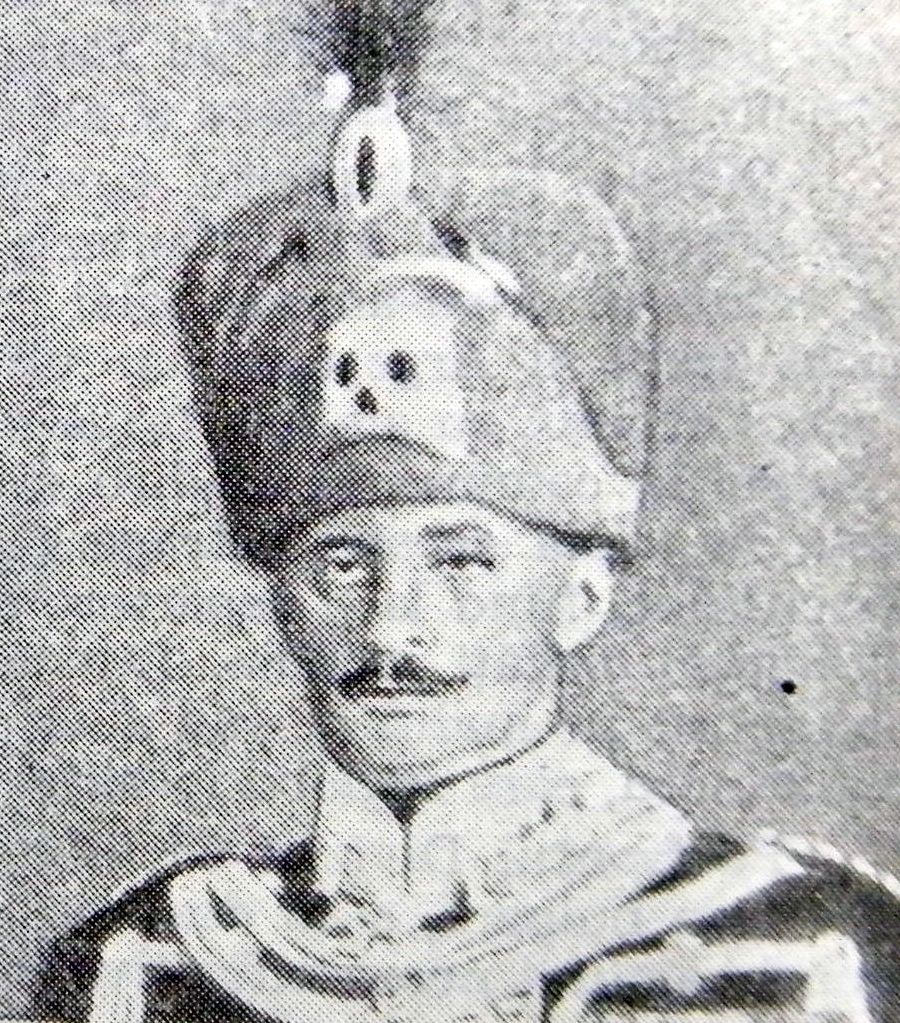
Eberhard Graf von Schmettow

Das Generalkommando 65 (entstanden aus dem Kavallerie-Korps Schmettow) war ein Großverband der Armee des Deutschen Kaiserreiches im Ersten Weltkrieg.

## Gliederung
Es handelte sich beim Generalkommando 65 um ein Generalkommando z. b. V. (Generalkommando zur besonderen Verwendung). Diese entstanden ab 1916 und waren reine Kommandostellen, die militärischen Einheiten wurden ihm nach Bedarf zugeordnet.

## Geschichte
Der Generalleutnant Eberhard Graf von Schmettow wurde am 31. August 1916, nach dem Kriegseintritt Rumäniens, zum Kommandeur der in Siebenbürgen stehenden 3. Kavallerie-Division ernannt, deren Stab am folgenden Tag zum Kavallerie-Korps Schmettow umgebildet wurde. Als Sicherung der rechten Flanke der Gruppe Kühne stieß Schmettows Kavallerie, bestehend aus 6. und 7. Kavallerie-Division, in der Walachei über Craiova auf Bukarest vor.
Der Stab seines Korps wurde am 11. Januar 1917 in das Generalkommando z. B.V. Nr. 65 umgewandelt und an die Westfront versetzt. Im April 1917 war sein Generalkommando als Gruppe Sissonne bei der 1. Armee an der Schlacht an der Aisne beteiligt. Ende Mai 1918 nahm die Gruppe Schmettow bei der 7. Armee an der Dritten Aisneschlacht teil, später an der Abwehrschlacht zwischen Marne und Vesle.
Nach dem Waffenstillstand von Compiègne marschierte Schmettow mit den Resten seiner Truppen in die Heimat zurück, wo er nach der Demobilisierung seines Generalkommandos sein Abschiedsgesuch einreichte.

## Kommandierender General
| Dienstgrad      | Name                   | Datum                          |
| --------------- | ---------------------- | ------------------------------ |
| Generalleutnant | Eberhard von Schmettow | 31. August 1916 bis Kriegsende |